# Badvajzer
Badvajzer je svetlo pivo u američkom stilu koji proizvodi Anhojzer-Buš, koji je trenutno deo transnacionalne korporacije Anhojzer-Buš InBev i proizvodi se u različitim pivarama širom sveta.Tu je i pivo nepovezano sa ovim koje se naziva Badvajzer, nastalo pre više vekova u Češkim Budejovicama,, Češka, a izradio ga je Badvajzer Budvar iz Českih Budejovica, Češka; ovo je dovelo do spora u vezi sa zaštitnim znakom koji sprečava Anhojzer-Buš da koristi ime "Badvajzer" u nekim regionima, što je dovelo do isključive upotrebe "Bad" na tim tržištima.
Predstavljeno 1876. godine. od strane Karla Konrada iz Sent Luisa, Misuri, Badvajzer je postalo jedno od najprodavanijih piva u Sjedinjenim Američkim Državama. Pivo je dostupno u preko 80 zemalja, mada ne pod imenom Badvajzer, gde Anhojzer-Buš ne poseduje zaštitni znak. Badvajzer je filtrirano pivo, dostupno točeno i u bocama i limenkama, napravljeno, za razliku od češkog piva, sa do 30% pirinča, pored hmelja i ječmenog slada koji koriste sva piva.

## Ime i poreklo
Anhojzer-Buš je bio uključen u spor oko žiga sa pivarom Badvajzer Budvar iz Českih Budejovica, Češka, o pravima na žig na ime "Badvajzer". Pivo je proizvedeno u Českim Budejovicama (poznato kao Budvajz na nemačkom jeziku), jer ga je osnovao kralj Otokar II iz Češke 1245. godine.
Ime Badvajzer je derivativni pridev, što znači "od Badvajza". Godine 1876, Adolfus Buš i njegov prijatelj Karl Konrad, uvoznik alkoholnih pića, razvili su u Sjedinjenim Državama "Bohemian-style" pivo, inspirisani nakon putovanja u regiju.
U Evropskoj uniji, izuzimajući Ujedinjeno Kraljevstvo, Republiku Irsku, Švedsku, Finsku i Španiju, američko pivo se prodaje kao Bad, pošto je zaštitni znak Badvajzera u vlasništvu isključivo češkog proizvođača piva Badvajzera Budvara. U nekim zemljama i Budvar i Anhojzer-Buš piva dostupna su pod imenom Badvajzer.
U 2008. godini, Anheuser-Busch je imao tržišni udeo u Sjedinjenim Državama od 50,9% za sva piva koja se prodaju. Brendovi Badvajzera čine otprilike polovinu obima prodaje kompanije Anhojzer-Buš, što je brojka koja se stalno smanjuje na 1,5-2% godišnje. 

## Marketing
Anhojzer-Buš intenzivno reklamira brend Badvajzer, šireći 449 miliona dolara u 2012. godini u Sjedinjenim Američkim Državama. Ovime je postao najreklamiraniji brend u Americi  i obuhvatio trećinu kompanije marketinškog budžeta SAD-a.
Badvajzer iz Budejovica se nazivo “Pivo kraljeva” od 16. veka. Adolfus Buš je adaptirao slogan u “Kralj piva”. Bez obzira na ovu istoriju, Anhojzer Buš poseduje zaštitni znak ovih slogana u Sjedinjenim Državama.
Krajem osamdesetih godina prošlog veka, Bad Lajt je vodila reklamnu kampanju čija je glavna maskota bila Spads Mekenzi.
Godine 2010. Bad Lajt brend je platio milijardu dolara za šestogodišnji licencirani sporazum sa NFL-om (Nacionalna fudbalska liga). Badvajzer godišnje plaća 20 miliona dolara za MLB (bejzbol liga) licencna prava.
Badvajzer je proizveo veliki broj TV reklama, kao što su Badvajzer Žabe, tj. guštere koji imitiraju Badvajzer žabe, kampanja osnovana na osnovu fraze “Whassup?”, I tim Klajdsdejl konja, poznatiji kao Badvajzer Klajdsdejli.
Badvajzer se takođe intenzivno reklamira u moto-sportu, od čamca Bernija Litla do hidroplana na sponzorstvu Budweiser King Top Fuel Dragster kojim upravlja Brendon Bernstejn. Anhojzer-Buš je sponzorisao CART prvenstvo. To je “Official Beer of NHRA” I bio je “Official Beer of NASCAR” (Naskar) od 1998. do 2007. godine. Sponzorisao je moto sportove kao što su Daitona Spidviks, Budvajzer Sautaut, Badvajzer Duel, Budvajzer Pole Avard, Badvajzer 500, Badvajzer 400, Badvajzer 300, Badvajzer 250, Badvajzer 200 i Kerolajna Prajd / Badvajzer 200. Međutim, počevši od 2016. godine, fokus A-B-ovog sponzorstva NASCAR-a postao je njegov brend Buš.
Badvajzer je bio sponzor NASCAR timova kao što su Junior Johnson, Hendrick Motorsports, DEI i Stevart-Haas Racing. Sponzorisani vozači su Dale Earnhardt, Jr. (1999–2007), Kasei Kahne (2008–2010) i Kevin Harvick (2011–2015). Kod IndiCar, Badvajzer je sponzorisao Mario Andretti (1983–1984), Bobbi Rahal (1985–1988), Scott Pruett (1989–1992), Roberto Guerrero (1993), Scott Goodiear (1994), Paul Traci (1995), Christian Fittipaldi (1995). 1996–1997) i Richie Hearn (1998–1999).
Između 2003. i 2006. godine, Badvajzer je bio sponzor BMV Villiams Formule tima.
Anhojzer-Buš je postavio Badvajzer kao zvaničnog partnera i sponzora Major League Soccer-a i Los Angeles Galaki-a i bio je glavni sponzor Britanske košarkaške lige 1990-ih. Anhojzer-Buš je takođe postavio Badvajzer kao zvaničnog sponzora Premier Lige i sponzora FA kupa.
Početkom 20. veka, kompanija je naručila pesmu na reči pod imenom "Pod Anhojzer-Bušom", koju je snimilo nekoliko ranih fonografskih kompanija.
U 2009, Anhojzer-Buš se udružio sa popularnim kineskim sajtom za razmenu video snimaka, Tudou.com, za online video konkurs koji je stvorio korisnik. Takmičenje ohrabruje korisnike da predlože ideje koje uključuju mrave za TV spot postavljen da se pokrene u februaru 2010 tokom kineske Nove godine.
Godine 2010. Badvajzer je proizveo online rijaliti seriju, nazvanu Bud House, koja je bila usredsređena na FIFA Svetsko prvenstvo 2010. u Južnoj Africi, prateći živote 32 međunarodna navijača (jedan predstavlja svaku naciju na Svjetskom kupu) koji žive zajedno u kući u Južnoj Africi.
5. novembra 2012, Anhojzer-Buš je zamolio Paramount Pictures da zatamni ili ukloni logo Badvajzera sa filma Flight (2012), u režiji Roberta Zemekisa gde glumi Denzel Vašington.
U reklami pod nazivom "Brewed the Hard Way" koja se emitovala tokom Super Bovla XLIX, Badvajzer se predstavio kao "Ponosno Makro Pivo", izdvajajući ga od manjih proizvodnih piva.
Godine 2016, Badvajzerov “Pivski park” otvoren je u Las Vegas Stripu.

## Pakovanje i ambalaža

### Pakovanje
Tokom godina, Badvajzer je distribuiran u više veličina i kontejnera. Do ranih 1950-ih Badvajzer je primarno distribuiran u tri pakovanja: bure, bocama od 12 američkih fl oz i 355 ml i 1 US bocama (0,95 l). Limenke su prvi put predstavljene 1936. godine, što je pomoglo da prodaja poraste.Godine 1955. August Buš Jr. napravio je strateški potez da proširi prisutnost nacionalnog brenda i distributera kompanije Badvajzer. Zajedno sa ovom ekspanzijom došao je napredak u automatizaciji flaširanja, novim materijalima za flaširanje i efikasnijim metodama distribucije. Ovi napreci doneli su na tržište mnogo novih kontejnera i dizajna pakovanja. Od 2011. godine Badvajzer se distribuira u četiri velike zapremine kontejnera: bačve od pola bureta (15,5 US gal; 58,7 l), bačve sa četvrtastim bačvama (7,75 US gal; 29,3 l), bačve od 1/6 bara (5,17 US gal; 19,6 l); ) i 5,2 US galona (20 l) "pivskih lopti". Badvajzer proizvodi razne limenke i boce u rasponu od 7-40 američkih tečnosti unca (210-1.180 ml). 3. avgusta 2011, Anhojzer-Buš je objavio svoj dvanaesti po redu dizajn od 1936. godine, koji naglašava bowtie.
Paketi se ponekad prilagođavaju lokalnim običajima i tradicijama. U okrugu Svete Marije, Merilend, poželjni su paketići od deset unci.

### Flaša
Badvajzer flaša je ostala relativno nepromenjena od svog uvođenja 1876. godine. Na vrat bočice je pričvršćena mala etiketa sa logotipom Badvajzer "leptir mašna". Glavna etiketa je crvena sa belom kutijom u sredini, obložena logotipom Badvajzera nalik na grb, a ispod njega je reč "Badvajzer".

### Limenke
U pokušaju da ponovo stimuliše interesovanje za svoje pivo nakon ukidanja zabrane, Badvajzer je počeo da konzervira svoje pivo 1936. godine. Ovo novo pakovanje dovelo je do povećanja prodaje koja je trajala do početka Drugog svetskog rata 1939.
Tokom godina, Badvajzer limenke su prošle kroz različite promene dizajna kao odgovor na tržišne uslove i ukuse potrošača. Od 1936. godine, pojavilo se 12 velikih promena dizajna limenki, ne uključujući privremene specijalne dizajne.
Badvajzer limenke tradicionalno su prikazivale patriotske američke simbole, kao što su orlovi i boje crvena, bela i plava. U 2011. godini došlo je do redizajna brendinga koji je eliminisao neke tradicionalne slike. Novi dizajn je u velikoj meri bio odgovor na ogroman pad prodaje koji je pretio Badvajzerovom statusu najprodavanijeg piva u Americi.Da bi povratila udeo na domaćem tržištu koji je Badvajzer izgubio, kompanija je pokušala da ažurira svoj izgled tako što je limenki dala savremeniji izgled. Kompanija se nada da će novi dizajn nadoknaditi efekte koje nezaposlenost ima na prodaju. Iako je moderniji dizajn namenjen mladim Amerikancima, novi dizajn je takođe bio deo pokušaja da se fokusira na međunarodno tržište. Badvajzer je počeo da prodaje svoje pivo u Rusiji 2010. godine i trenutno širi svoje poslovanje u Kini.

## Pivo
Badvajzer se proizvodi pomoću ječmenog slada, riže, vode, hmelja i kvasca. U posudi za odležavanje je taloženo sa čipom od bukovine. Dok se u rezervoaru za sazrevanje koriste čipovi od bukovine, malo je ili nimalo doprinosa ukusa od drveta, uglavnom zato što se kuvaju u natrijum bikarbonatu (soda za pečenje) sedam sati, u svrhu uklanjanja bilo kakvog ukusa iz drveta. Spremnici za sazrevanje koje Anhojzer-Buš koristi su horizontalni i, kao takvi, flokulacija kvasca se javlja mnogo brže. Anhojzer-Buš priča o ovom procesu kao o sekundarnoj fermentaciji, sa idejom da čipovi daju kvascu veću površinu za odmor. Ovo se takođe kombinuje sa procedurom nabrčkavanja koja ponovo uvodi sladovinu u rezervoar za čipove, čime se reaktivira proces fermentacije. Postavljanjem čipova od bukovine na dno rezervoara, kvasac ostaje duže u suspenziji, što mu daje više vremena da reapsorbuje i obrađuje zelene arome piva, kao što su acetaldehid i diacetil, za koje Anhojzer-Buš veruje da su ukusi koji umanjuju sveukupnu pitkost.
Badvajzer i Bad Lajt se ponekad reklamiraju kao veganska piva, po tome što njihovi sastojci i kondicioniranje ne koriste životinjske nusproizvode. Neki se mogu protiviti uključivanju genetski modifikovanog pirinča i životinjskih proizvoda koji se koriste u procesu proizvodnje piva. U julu 2006, Anhojzer-Buš je proizvela verziju Badvajzera sa organskim pirinčem, za prodaju u Meksiku. Ona tek treba da proširi ovu praksu na druge zemlje.

## Badvajzer brendovi
Pored redovnog Badvajzer, Anhojzer-Buš priprema nekoliko različitih piva pod brendom Badvajzer, uključujući Bad Lajt i Bad Ajs i Bad Lajt lajm.
U julu 2010, Anhojzer-Buš je pokrenuo Badvajzer 66 u Velikoj Britaniji. Badvajzer Brew br.66 ima 4% alkohola po volumenu, a proizvodi se i distribuira u Velikoj Britaniji od strane Inbev UK Limited.

## Privremeno etiketiranje "Amerika"
Dana 10. maja 2016. godine, Advertising Age je saopštio da je Biro za porez na alkohol i duvan odobrio nove etikete Badvajzera koje će se koristiti na limenkama I flašama od 12 unci od 23. maja do izbora u novembru. Ime "Badvajzer" je promenjeno u "Amerika" (iako je matična kompanija sa sedištem u Belgiji, činjenica koja je rezultirala prigovorima na Tviteru). Veći deo teksta na pakovanju zamenjen je patriotskim američkim sloganima, kao što su E Pluribus Unum i "Sloboda i pravda za sve".

## Međunarodna proizvodnja
Badvajzer je licenciran, proizveden i distribuiran u Kanadi od strane Labatt Breweries iz Kanade. Od 15 Anhojzer-Buš pivara van Sjedinjenih Država, 14 ih je pozicionirano u Kini. Badvajzer je četvrti vodeći brend na kineskom tržištu piva.

## Takođe pogledajte
Beer Wars (2009), dokumentarni film o američkoj industriji piva
Ulterior Emotions (2002) – album objavljen od strane Anhojzer-Buša kao deo njihove “Bud Light Institute” kampanje

## Spoljašnje veze
Badvajzer
Anhojzer-Buš